# Fujiwara no Michinaga
Fujiwara no Michinaga (藤原 道長; 966 – 3 gennaio 1028) è stato un politico giapponese.
Maestro di palazzo dal 995 al 1025, fu suocero degli imperatori Ichijō, Sanjo e Go-Ichijō e svolse in pratica la funzione di governante. Padre dell'Imperatrice Shōshi e fratello di Fujiwara no Michikata. Il controllo del clan Fujiwara sul Giappone e sulla sua politica raggiunse l'apice sotto la sua guida.

## Biografia
Michinaga è nato a Kyōto, figlio di Fujiwara no Kaneiye. Kaneiye era diventato Reggente nel 986, mantenendo la carica fino alla fine della sua vita nel 990. A causa del principio ereditario dei Reggenti Fujiwara, Michinaga era ora in procinto di diventare Reggente dopo i suoi fratelli, Michitaka e Michikane.
Michitaka fu reggente dal 990 fino al 995, quando morì. Gli successe Michikane che governò come reggente per soli sette giorni, prima che anche lui morisse di malattia. Con i suoi due fratelli maggiori morti, Michinaga ha dovuto lottare con Fujiwara no Korechika, il figlio maggiore di Michitaka e il successore che egli aveva nominato. Korechika era più popolare a corte di Michinaga, essendo uno dei preferiti dell'imperatrice Teishi e benvoluto dall'imperatore regnante Ichijō, e ricoprì diverse posizioni prestigiose - era stato nominato Naidaijin (Ministro del Centro) l'anno precedente, e Sangi (consigliere associato alla corte imperiale del Giappone dall'VIII secolo fino al periodo Meiji nel XIX secolo) tre anni prima. Tuttavia, la madre di Ichijō, Fujiwara no Senshi, non amava Korechika e aiutò Michinaga, per esempio, costrinse Ichijō a concedere a Michinaga il titolo di Nairan (内覧) nel quinto mese del 995. Inoltre, la posizione di Korechika fu rovinata da uno scandalo che ebbe luogo l'anno successivo, probabilmente organizzato da Michinaga.
Korechika aveva incontrato un'amante in uno dei palazzi Fujiwara. Tuttavia, gli fu detto che l'imperatore in pensione Kazan aveva visitato la stessa casa durante la notte, Korechika presumeva che Kazan avesse visto la stessa amante. Di conseguenza, lui e suo fratello Takaiye tesero un'imboscata all'imperatore. Una freccia colpì la manica di Kazan, un crimine grave: era considerato spaventoso fare del male a un monaco (poiché Kazan divenne un monaco buddista nel 986), per non parlare di un imperatore. Michinaga e i suoi sostenitori hanno quindi sporto denuncia per lesa maestà. Korechika venne degradato e nominato vice-governatore del Kyūshū. Con Korechika rimosso dalla capitale, Michinaga aveva vinto la loro lotta per la supremazia.
Durante la sua vita, Michinaga fu chiamato Mido Kampaku, un titolo che fa riferimento al nome della sua residenza, Mido, e al fatto che era Reggente in tutto tranne che nel nome. Il metodo principale attraverso il quale i reggenti Fujiwara mantenevano il loro potere era attraverso il controllo del sovrano, di solito attraverso i legami matrimoniali. Michinaga ebbe particolarmente successo in questo senso, con quattro delle sue figlie che sposarono un imperatore. Sebbene Ichijō avesse già un'imperatrice, Teishi, Michinaga la nominò imperatrice Kogo e diede la sua prima figlia, Shoshi, in sposa come imperatrice Chūgū. Questa era la prima volta che un imperatore aveva due imperatrici consorti contemporaneamente. Quando Teishi morì di parto nel 1001, l'influenza di Michinaga su Ichijō era assoluta.
Kenshi, la seconda figlia di Michinaga, sposò il futuro imperatore Sanjō. Ichijō e Shoshi ebbero due figli, entrambi futuri imperatori, e fu a questi che si sposarono la terza e la quarta figlia di Michinaga: il figlio maggiore di Ichijō, Go-Ichijō, sposò la terza figlia, Ishi, e il secondo figlio di Ichijō, Go-Suzaku, sposò la quarta figlia, Kishi.
Michinaga consolidò ulteriormente il suo potere stringendo alleanze con i potenti clan guerrieri, in particolare i Minamoto (o più specificamente i Seiwa Genji), come dimostrato dal fatto che entrambe le sue mogli erano Minamoto. Minamoto no Yorimitsu e Minamoto no Yorinobu erano i suoi due principali comandanti: erano leali ed efficaci al punto che i loro nemici li chiamavano i "cani da corsa" dei Fujiwara. Il supporto di questi potenti guerrieri significava che Michinaga poteva minacciare i suoi nemici con la violenza, qualcosa a cui non erano in grado di rispondere. Anche il clan imperiale sarebbe stato in pericolo se Michinaga avesse voluto attaccarli, data la natura ornamentale della loro Guardia.
Michinaga controllava o influenzava tutte le importanti figure imperiali del suo tempo. Fu per questo motivo che non prese mai formalmente il titolo di Kampaku: possedeva già il potere che il titolo portava. La supremazia di Michinaga durante la sua vita è dimostrata dal fatto che nel 1011 gli fu concesso l'eccezionale privilegio di viaggiare da e per la corte su carri trainati da buoi. Nello stesso anno, il secondo figlio di Ichijō, Atsunari, fu proclamato principe ereditario. Il figlio maggiore di Sanjō, Atsuakira, era stato l'erede precedente, ma Michinaga fece leva sulla sua potente posizione per far dimettere il principe ereditario. Per evitare che Atsuakira fosse un suo nemico, Michinaga gli diede in moglie la sua quinta figlia, Kanshi.
Durante il regno di Sanjō come imperatore, lui e Michinaga entrarono spesso in conflitto. Di conseguenza, Michinaga tentò di fare pressione su Sanjō affinché si ritirasse. Nel 1016 ebbe finalmente successo. La giovinezza di Go-Ichijō significava che Michinaga governava come Sesshō, la Reggenza assunta quando l'imperatore doveva ancora diventare maggiorenne. Divenne per breve tempo Cancelliere nell'ultimo mese del 1017, prima di dimettersi nel secondo mese dell'anno successivo. Un mese dopo le sue dimissioni, si dimise anche dalla carica di Sesshō in favore di Yorimichi, suo figlio maggiore. Nel 1019 prese la tonsura, divenendo monaco presso il tempio Hōjō-ji di Kyoto, che aveva fatto costruire. Ha preso il nome Dharma Gyōkan (行観), che è stato poi cambiato in Gyōkaku (行覚).

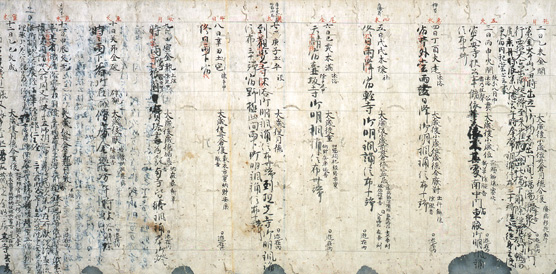
Segmento del diario personale di Michinaga di sua grafia; il testo mostrato proviene dal volume che copre gli anni dal 998 al 1021, designato come Tesoro nazionale del Giappone nella categoria documenti antichi.

Il 3 gennaio 1028, Michinaga morì all'età di sessantadue anni. Ha lasciato un diario, il Midō Kanpakuki considerato una fonte importante di informazioni sulla corte Heian al culmine del potere Fujiwara, anche se un po' oscurato dal Genji monogatari ("Storia di Genji") di Murasaki e da Note del guanciale di Sei Shōnagon. Nel Genji monogatari, si crede che l'omonimo Genji sia in parte basato su Michinaga, così come su Korechika.

## Genealogia
Era sposato con Minamoto no Rinshi, nota come Michiko (源倫子), figlia del Sadaijin Minamoto no Masanobu. Ebbero sei figli.
- Shōshi (彰子) (Jōtōmon-in, 上東門院) (988–1074) - consorte dell'imperatore Ichijō.
- Yorimichi (頼通) (992-1074) - reggente per l'imperatore Go-Ichijō, l'imperatore Go-Suzaku e l'imperatore Go-Reizei.
- Kenshi (妍子) (994-1027) - consorte dell'imperatore Sanjō.
- Norimichi (教通) (996–1075) - reggente dell'imperatore Go-Sanjō e dell'imperatore Shirakawa.
- Ishi (威子) (999-1036) - consorte dell'imperatore Go-Ichijō.
- Kishi (嬉子) (1007-1025) - consorte del principe ereditario Atsunaga (in seguito imperatore Go-Suzaku).

Era anche sposato con Minamoto no Meishi (源明子), figlia di Sadaijin Minamoto no Takaakira. Ebbero sei figli.
- Yorimune (頼宗) (993–1065) – Udaijin.
- Akinobu (顕信) (994-1027) - Divenne sacerdote all'età di 19 anni.
- Yoshinobu (能信) (995–1065) – Gon-no- Dainagon.
- Kanshi (寛子) (999-1025) - consorte del principe imperiale Atsuakira (Ko-Ichijō-in).
- Takako (尊子) (1003?–1087?) – sposato con Minamoto no Morofusa.
- Nagaie (長家) (1005–1064) – Gon-no- Dainagon.

Michinaga ha avuto una figlia da una donna sconosciuta.
- Seishi (盛子) (?–?) – sposato con l'imperatore Sanjō.